# كوك راميريز
كوك راميريز (بالإسبانية: Coki Ramírez)‏ (و. 1980  م) هي ممثلة، ومغنية، وعارضة، وموسيقي تسجيلات أرجنتينية، ولدت في قرطبة، بدأت مشوارها المهني سنة 2002.

## وصلات خارجية
- كوك راميريز على موقع IMDb (الإنجليزية)
- كوك راميريز على موقع ميوزك برينز (الإنجليزية)

- كوك راميريز في قاعدة بيانات الأفلام على الإنترنت